# Cerichrestus sofiae
Cerichrestus sofiae es un coleóptero de la familia Chrysomelidae.
Fue descrita científicamente en 1997 por Bechyne.